# Gran Premio de Monterrey
El Gran Premio de Monterrey fue una carrera de automovilismo disputada con monoplazas en un circuito temporario dentro del Parque Fundidora, en la ciudad de Monterrey, México. Formó parte del calendario de la CART/Championship Auto Racing Teams entre las temporadas 2001 y 2006, las tres primeras ediciones en marzo y las tres restantes en mayo. La carrera tuvo como auspiciantes a las empresas mexicanas Tecate y Telmex.

## Resultados
| Año  | Ganador            | Equipo             | Automóvil          | Refs          |
| ---- | ------------------ | ------------------ | ------------------ | ------------- |
| 2001 | Cristiano da Matta | Newman/Haas Racing | Lola-Toyota        | [ 3 ] [ 4 ]   |
| 2002 | Cristiano da Matta | Newman/Haas Racing | Lola-Toyota        | [ 5 ] [ 6 ]   |
| 2003 | Paul Tracy         | Forsythe Racing    | Lola-Ford Cosworth | [ 7 ] [ 8 ]   |
| 2004 | Sébastien Bourdais | Newman/Haas Racing | Lola-Ford Cosworth | [ 9 ] [ 10 ]  |
| 2005 | Bruno Junqueira    | Newman/Haas Racing | Lola-Ford Cosworth | [ 11 ] [ 12 ] |
| 2006 | Sébastien Bourdais | Newman/Haas Racing | Lola-Ford Cosworth | [ 13 ] [ 14 ] |